# Doris de Terranova
El doris de Terranova (en inglés, Banks dory o Grand Banks dory) es la variante más habitual de la familia de barcas conocidas con el nombre de “doris” (dory, en inglés). Se utilizaban como embarcaciones pesqueras tradicionales a partir de la década de 1850 en el Gran Banco de Terranova. Un doris de Terranova es una barca pequeña, estrecha, descubierta, de fondo plano y de lados llanos, con un espejo particularmente estrecho. Tiene aleros largos en la proa y la popa que facilitan la elevación de estas por encima de las olas. Había dos versiones: de una plaza y de dos plazas. Los más grandes (3,5 m o más de eslora en la parte inferior) podían contener velas o incluso rueda de cabillas.
Los doris de Terranova tenían una serie de ventajas: 1) su construcción no suponía grandes costes económicos; 2) podían ir apilados e incluso encajados el uno dentro del otro y almacenarse en cubiertas de grandes embarcaciones pesqueras que funcionaban a modo de buques nodriza, los encargados de transportar embarcaciones más pequeñas; 3) en unas condiciones tempestuosas, los doris se estabilizaban cuando iban cargados con alrededor de media tonelada de pesca.
Winslow Homer representa un doris de Terranova en su cuadro Aviso de niebla.

## Producción
El proceso de fabricación del doris de Terranova es muy simple y eficiente, por lo que es conveniente su producción en masa. Alrededor del año 1880, se construían este tipo de embarcaciones en grandes cantidades en diferentes pueblos y ciudades del Estado de Massachusetts, EE. UU.: Gloucester, Beverly, Essex, Newburyport, Salisbury y Amesbury. Otras zonas de producción importantes eran Seabrook (Nuevo Hampshire, EE. UU.), Lunenburg, Shelburne (Nueva Escocia, Canadá), Portland y Bremen (Maine, EE. UU.). Un pueblo tan pequeño como Salisbury contaba con 7 talleres que producían entre 200 y 650 barcas al año. La empresa de Gloucester denominada Higgins and Giford anunció en 1886 que había fabricado más de 3.000 en los 13 años anteriores. Fundada en 1793, la Lowell’s Boat Shop de Amesbury (Massachusetts) es la empresa más antigua que sigue operando en los Estados Unidos. Fue la primera en fabricar estas barcas en grandes cantidades y destacaba por su producción masiva. En 1911 Lowell’s Boat Shop produjo 2.029 doris, con un promedio de 7 doris por día laboral. Actualmente la empresa ha adquirido un carácter distintivo nacional y es un museo de producción de doris que mantiene su manera de hacer tradicional hasta hoy.
En Nueva Escocia, los pueblos de Lunenburg y Shelburne competían en la producción masiva de doris. En 1887 Shelburne innovó con el uso de “dory clips”, abrazaderas metálicas utilizadas para unir el armazón, al contrario que Lunenburg, que utilizaba armazones de madera natural, más caros pero más resistentes. La John Williams Dory Shop fue una de las varias fábricas de Shelburne que producían doris en masa. Actualmente es el Dory Shop Museum, operado por el Nova Scotia Museum, y continúa produciendo doris de Terranova para clientes locales y extranjeros.

## Buques nodriza

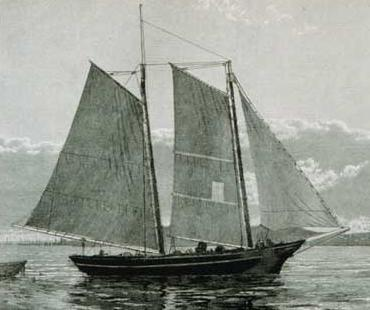
Habitualmente, las goletas se usaban a modo de buque nodriza

Los doris de Terranova se transportaban mediante buques nodriza, habitualmente goletas, y se utilizaban en el Gran Banco para pescar bacalao con un único sedal, que se sujetaba con las manos. Antes de la introducción de los doris de Terranova, se pescaba directamente desde el buque nodriza con un solo sedal. Siempre que estuviera permitido, los doris eran lanzados cada día a primera hora con uno o dos tripulantes, que utilizaban como cebo pesca anterior. Durante el día volvían varias veces al buque nodriza a descargar.
El bergantín-goleta, Gazela Primeiro, aunque no era propiamente una goleta, fue uno de los últimos buques nodriza de los doris. Durante mucho tiempo se lo asoció con los doris de Terranova y la industria del bacalao en el Gran Banco de Terranova. Hizo su último viaje hace relativamente poco, en 1969.
Los doris de Terranova han sido capaces de sobrevivir en viajes largos, algunos inintencionados, cuando los pescadores se alejaban de sus buques nodriza. Una de las aventuras más conocidas es la de Howard Blackburn, un pescador de Nueva Escocia que sobrevivió durante cinco días sin alimentos ni agua en enero de 1883, después de que una tormenta en el Océano Atlántico separara su doris del buque nodriza. 

## Otros usos

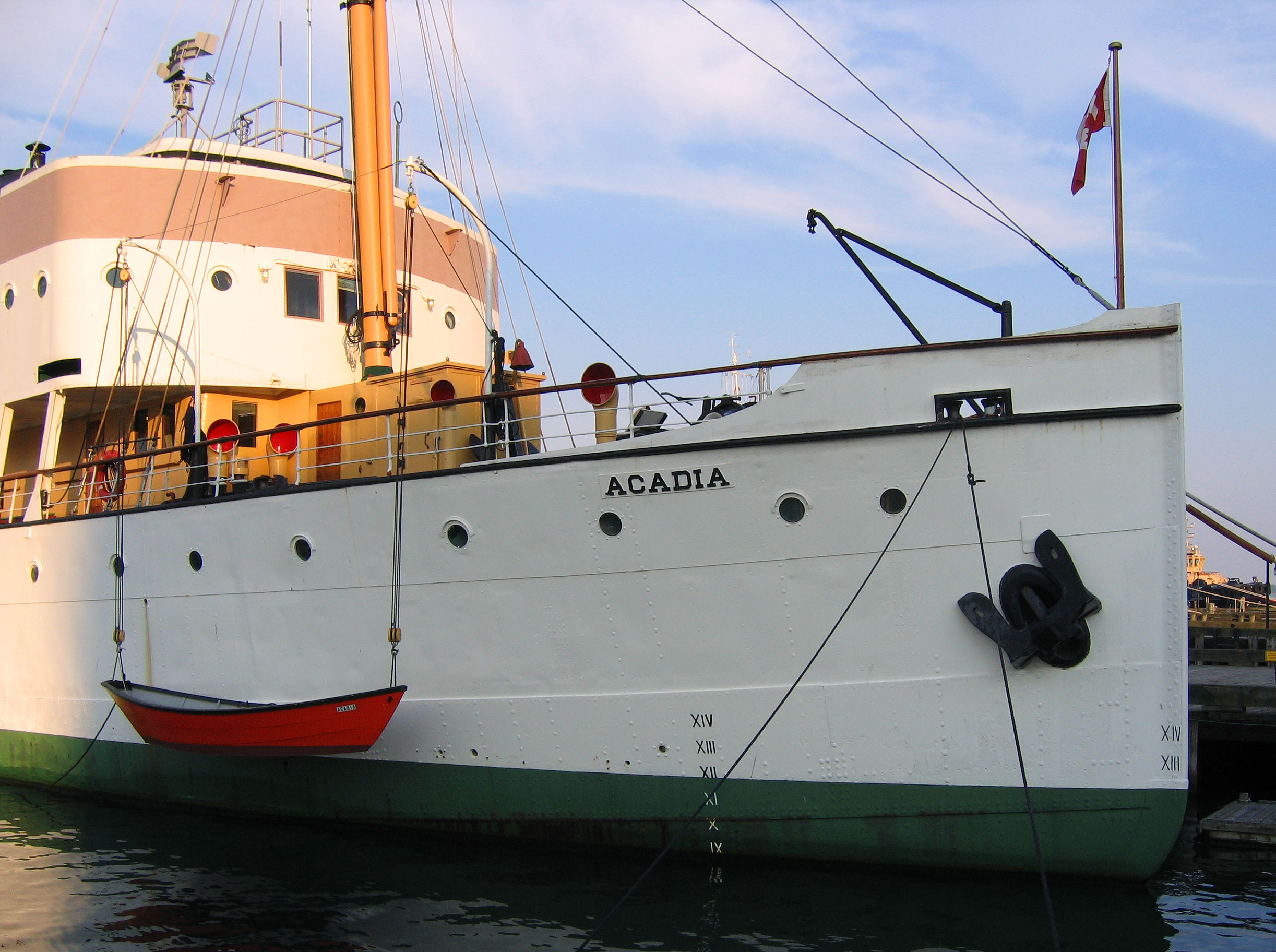
Doris de Terranova usado como barca de trabajo

Su material resistente, asequibilidad y facilidad para la estiba hace que los doris de Terranova sean conocidos como barcas de trabajo en los veleros, los barcos de vapor o los de motor. Estas mismas ventajas permiten su utilidad para los pescadores de bajura en algunas regiones. En los últimos años también se han utilizado como botes salvavidas y gabarras en los buques pesqueros comerciales de motor. Recientemente, gracias a su historia y su aspecto icónico, los doris de Terranova se han hecho populares entre los constructores de embarcaciones aficionados y algunos navegantes recreacionales.